# 킬리안 르 블루슈
킬리안 르 블루슈(프랑스어: Kilian Le Blouch, 1989년 10월 7일~)는 프랑스의 유도 선수이다. 2020년 하계 올림픽 혼성 단체전에서 우승을 차지한 프랑스 대표팀의 일원이다.

## 올림픽 성적

### 2016년 하계 올림픽남자 -66kg 성적
| 선수      | 세부 종목 | 64강전              | 32강전                       | 16강전                   | 8강전               | 준결승              | 패자 부활전         | 결승 / 순위 결정전  | 결승 / 순위 결정전 |
| 선수      | 세부 종목 | 상대 선수 경기 결과 | 상대 선수 경기 결과          | 상대 선수 경기 결과      | 상대 선수 경기 결과 | 상대 선수 경기 결과 | 상대 선수 경기 결과 | 상대 선수 경기 결과 | 순위               |
| 르 블루슈 | -66 kg    | 경기 없음           | C. 오티스 (GBR) · 승 000-000 | B. 안 (KOR) · 패 000-110 | 진출 실패           | 진출 실패           | 진출 실패           | 진출 실패           | 진출 실패          |